# Jastrzębiec (Isergebirge, 792 m)
Der Jastrzębiec (deutsch: Geierberg) ist ein 792 m hoher Berg im schlesischen Teil des Isergebirges in Polen. Der Jastrzębiec liegt im Zackenkamm in der  Gmina Stara Kamienica.

## Beschreibung
Der Gipfel ist vollständig mit Nadelwald bewachsen. Der Berg besteht aus Graniten und Gneisen sowie Quarzen. Ein blau markierter Wanderweg verläuft von Świeradów-Zdrój über den Gipfel nach Rybnica. Am westlichen Fuße befand sich früher die Leopoldsbaude.